# Klaus Forster
Klaus Forster (* 29. September 1931 in Amberg; † 3. Februar 2018) war ein Brigadegeneral des Heeres der Bundeswehr und Abteilungsleiter des Bundesnachrichtendienstes.

## Leben
Beförderungen
- 1959 Leutnant
- 1961 Oberleutnant
- 1963: Hauptmann
- 1965 Major
- 1967 Oberstleutnant
- 1977 Oberst
- 1984 Brigadegeneral

Forster trat am 16. April 1958 beim Gebirgsjägerbataillon 38 in Berchtesgaden in die Bundeswehr ein, wo er bis März 1959 ausgebildet wurde. Dann wechselte er für ein Jahr an die Heeresoffizierschule I in Hannover und war ab April 1960 Zugführer und später Kompaniechef in der 5. Kompanie des Gebirgsjägerbataillons 222 in Mittenwald.
Von 1963 bis 1965 absolvierte Forster den 6. Generalstabslehrgang Heer an der Führungsakademie der Bundeswehr in Hamburg, wo er zum Offizier im Generalstabsdienst ausgebildet wurde. Danach wurde er zum ersten Mal zum Bundesnachrichtendienst als Referent versetzt. 1968 kehrte er als Generalstabsoffizier für Planung, Ausbildung und Organisation (G3) der Panzergrenadierbrigade 10 in Weiden in der Oberpfalz in die Bundeswehr zurück. Es folgte eine Verwendung als Bataillonskommandeur des Panzergrenadierbataillons 51 in Rotenburg an der Fulda von 1970 bis 1972 und als Referent im Führungsstab der Streitkräfte IV 1 (Grundsatzangelegenheiten militärischer Organisation, militärische Spitzenorganisation) im Bundesministerium der Verteidigung in Bonn ab 1972.
1973 wurde Forster erneut zum Bundesnachrichtendienst als Referent versetzt. 1976 wurde er Referatsleiter und 1984 Unterabteilungsleiter im Bundesnachrichtendienst. In seiner letzten Verwendung war er von 1986 bis 1991 Abteilungsleiter im Bundesnachrichtendienst. Mit Ablauf des 30. September 1991 wurde er in den Ruhestand versetzt.

## Privates
Forster war verheiratet und hatte zwei Söhne sowie eine Tochter. Er verstarb 2018. Die Trauerfeier fand auf dem Friedhof Wolfratshausen-Nantwein statt.

## Auszeichnungen
- 1987: Verdienstkreuz am Bande des Verdienstordens der Bundesrepublik Deutschland